# گئورگ ششم چورکچیان
گئورگ ششم چورکچیان (ارمنی: Գևորգ Զ. Չորեքչյան (Նորնախիջևանցի)؛  ۲ دسامبر ۱۸۶۸ – ۹ مهٔ ۱۹۵۴) کشیش ارمنی‌تبار اهل امپراتوری روسیه بود. وی جاثلیق کل ارمنیان از سال ۱۹۴۵ تا سال ۱۹۵۴ میلادی بود.

## زندگی‌نامه
وی در ۲ دسامبر ۱۸۶۸ در ناخیجوان-نا-دونو به دنیا آمد . وی همچنین برنده جوایزی همچون مدال دفاع از قفقاز شد. وی در ۹ مهٔ ۱۹۵۴ در سن ۸۵ سالگی در واغارشاپات درگذشت.

## نگارخانه

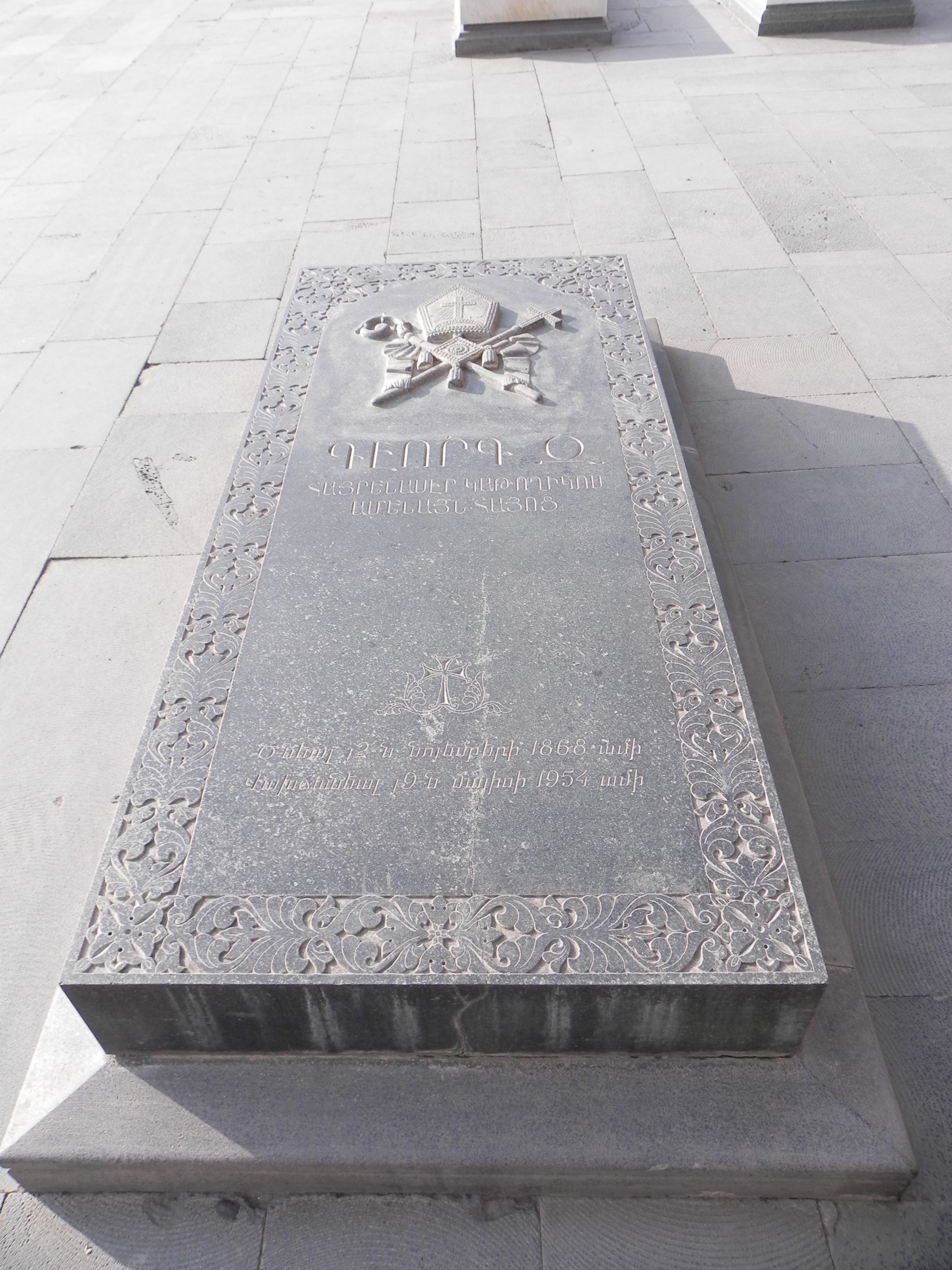
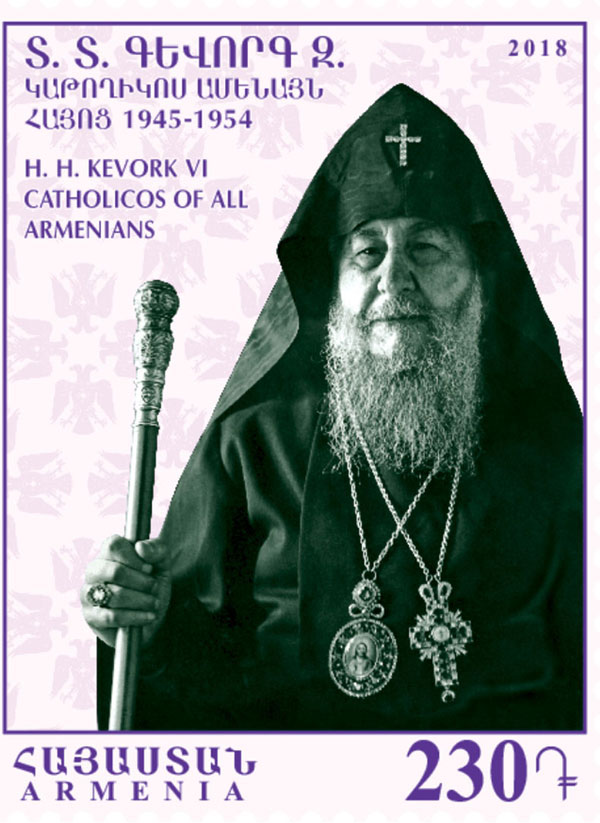